# الساندرو تورین
الساندرو تورین (انگلیسی: Alessandro Turrin؛ زادهٔ ۱۰ مارس ۱۹۹۷) بازیکن فوتبال است.
از باشگاه‌هایی که در آن بازی کرده‌است می‌توان به باشگاه فوتبال رجینا و باشگاه فوتبال آتالانتا اشاره کرد.